# Dorfkirche Schöneberg

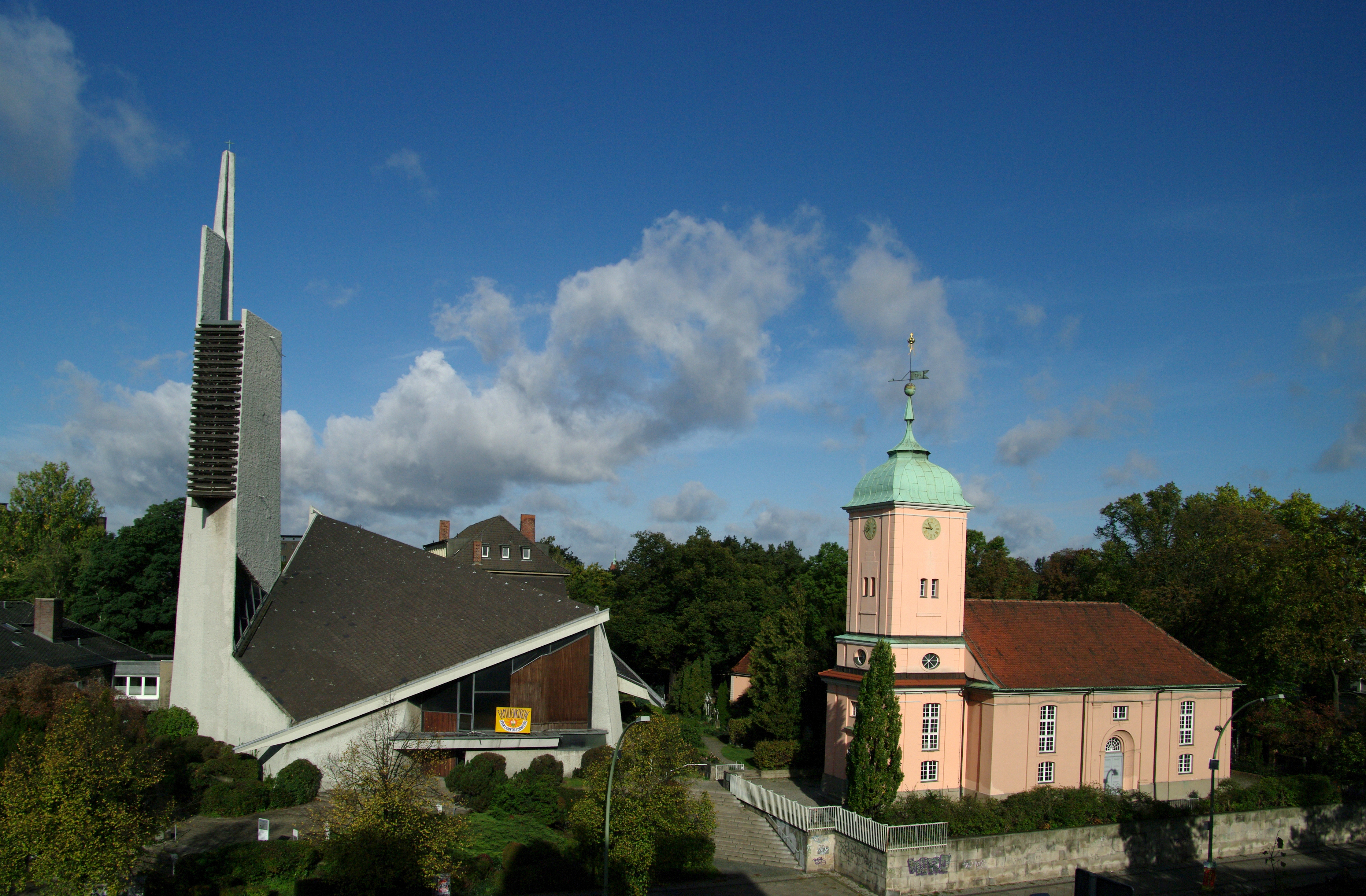
La Dorfkirche affiancata dalla moderna Paul-Gerhardt-Kirche

La Dorfkirche Schöneberg (letteralmente "chiesa del paese di Schöneberg") è una chiesa luterana di Berlino, posta nel nucleo storico del quartiere di Schöneberg.
Eretta nella seconda metà del XVIII secolo sul sito di una chiesa più antica, è posta sotto tutela monumentale (Denkmalschutz).

## Storia
La chiesa venne costruita dal 1764 al 1766, sul sito in cui sorgeva una chiesa più antica, data alle fiamme nel 1760 dalle truppe del generale russo Tottleben durante la guerra dei sette anni.
Il nuovo edificio fu costruito sotto la guida di tale "vedova Lehmann da Spandau", con ogni probabilità seguendo un progetto redatto dal marito, il capomastro Johann Friedrich Lehmann, già costruttore di altri edifici religiosi nella Marca di Brandeburgo.
Dal 1908 al 1910, stante l'enorme crescita demografica dell'ex paese di Schöneberg trasformatosi nel frattempo in una grande città, venne affiancata da una nuova chiesa di dimensioni molto maggiori (la Paul-Gerhardt-Kirche).
Durante la seconda guerra mondiale, nel febbraio 1945, la chiesa venne bombardata e riportò gravi danni. Fu ricostruita dal 1953 al 1955 su progetto di Walter Krüger, semplificando il disegno degli interni.

## Caratteristiche
Si tratta di un edificio a pianta rettangolare di modeste dimensioni, posto sul lato occidentale della strada che conduce da Berlino a Potsdam.
Al corpo di fabbrica principale, che ospita l'aula ecclesiale, sono affiancate sul lato sud una torre – che segnala l'ingresso principale, e sul lato nord una costruzione che ospita la sacrestia.
La costruzione è in mattoni rivestiti da intonaco; l'interno è a navata unica, dominata in origine da due matronei laterali. Fra gli arredi sacri è notevole la pala d'altare d'epoca gotica, forse di scuola francone, posta in origine nella Klosterkirche.
A nord della chiesa è posto un cimitero.